# Galienus Entringer (Publizist)

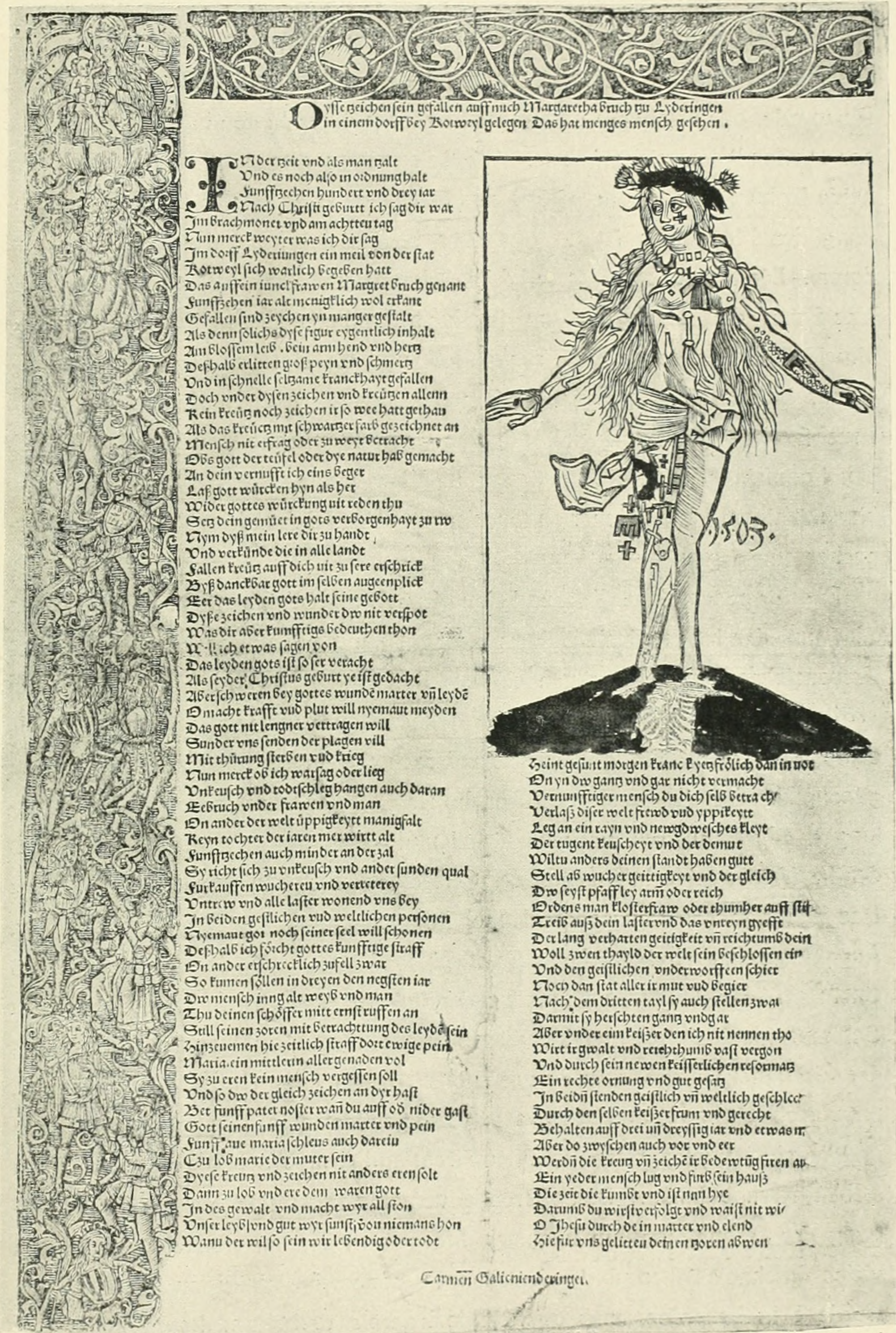
Nürnberger Nachdruck des Straßburger Einblattholzschnitts über die Kreuzerscheinungen am Leib der Margaretha Bruch

Galienus Entringer (oder Endringer) lebte am Anfang des 16. Jahrhunderts und verfasste 1503 zwei in Straßburg als Einblattdrucke veröffentlichte Paarreim-Gedichte über Kreuzerscheinungen auf dem Leib eines Mädchens (Margaretha Bruch) in Leidringen und dem eines Schafhirten zu Haiterbach am Schwarzwaldrand.
Über ihn ist sonst nichts bekannt. Aufgrund des seltenen Namens wird man ihn aber wohl mit einem Galienus Entringer zu Buchsweiler, dem Hauptort der Herrschaft Hanau-Lichtenberg im Elsass, identifizieren dürfen, gegen den Jacob von Molsheim 1510 und 1519 Achtbriefe erwirkte. 